# Hullabaloo
Albums de Muse
Origin of Symmetry
(2001) Absolution
(2003)
Singles
1. Dead Star/In Your World
Sortie : 17 juin 2002

Hullabaloo Soundtrack est une compilation du groupe Muse. Le premier CD contient des Faces B disponibles sur les singles, tandis que le second regroupe plusieurs morceaux joués le 28 et le 29 octobre 2001 au Zénith de Paris. Les morceaux sont extraits de Showbiz, et de Origin of Symmetry, du single Uno, et de l'EP Dead Star/In Your World. Un double DVD accompagne cette compilation. Il regroupe les lives enregistrés au Zénith de Paris, ainsi qu'un documentaire sur le groupe incluant des images diverses filmées lors de la tournée Origin of Symmetry Tour.

## Liste des titres

### CD1 (Faces B)
| No  | Titre                                           | Single d'origine                                                               | Durée |
| --- | ----------------------------------------------- | ------------------------------------------------------------------------------ | ----- |
| 1.  | Forced In (Non présent sur l'Édition japonaise) | Uno (1999)                                                                     | 4:18  |
| 2.  | Shrinking Universe                              | New Born (2001)                                                                | 3:06  |
| 3.  | Recess                                          | Unintended (2000)                                                              | 3:35  |
| 4.  | Yes Please                                      | Sunburn (1999)                                                                 | 3:05  |
| 5.  | Map of Your Head                                | New Born (2001)                                                                | 4:23  |
| 6.  | Nature_1                                        | Plug In Baby (2001)                                                            | 3:39  |
| 7.  | Shine (Version acoustique)                      | Shine : Hyper Music/Feeling Good (version 2001) (2001) , inédit (version 2002) | 5:12  |
| 8.  | Jimmy Kane (Édition japonaise uniquement)       | Uno (1999)                                                                     | 3:28  |
| 9.  | Ashamed                                         | Sunburn (2000)                                                                 | 3:47  |
| 10. | The Gallery                                     | Bliss (2001)                                                                   | 3:30  |
| 11. | Hyper Chondriac Music                           | Bliss (2001)                                                                   | 5:29  |

Total : 40:23 (version standard) , 39:40 (version japonaise)
La version de Forced In présente sur l'édition standard n'est qu'une version radio de 4 minutes 18 , l'original durant 5 minutes 08

### CD2 (Live au Zénith de Paris)
| No  | Titre                                                             | Durée |
| --- | ----------------------------------------------------------------- | ----- |
| 1.  | Dead Star (28 octobre)                                            | 4:10  |
| 2.  | Micro Cuts (29 octobre)                                           | 3:30  |
| 3.  | Citizen Erased (28 octobre)                                       | 7:21  |
| 4.  | Sunburn (Édition japonaise uniquement, version piano, 29 octobre) | 4:00  |
| 5.  | Showbiz (28 octobre)                                              | 5:04  |
| 6.  | Megalomania (29 octobre)                                          | 4:36  |
| 7.  | Darkshines (28 octobre)                                           | 4:36  |
| 8.  | Screenager (29 octobre)                                           | 4:22  |
| 9.  | Space Dementia (29 octobre)                                       | 5:32  |
| 10. | In Your World (28 octobre)                                        | 3:10  |
| 11. | Muscle Museum (28 octobre)                                        | 4:29  |
| 12. | Agitated (28 octobre)                                             | 4:11  |

Total : 51:06 (version standard) , 55:06 (version japonaise)
Les performances lives de Dead Star et de In Your World sont présentes sur la version EP japonaise de Dead Star / In Your World 

### DVD 1
Toutes les chansons ont été composées par Matthew Bellamy, sauf mention contraire.
1. Introduction (Échantillon de What's He Building In There ? de Tom Waits, 28 octobre)
2. Dead Star (28 octobre)
3. Micro Cuts (29 octobre)
4. Citizen Erased (28 octobre)
5. Sunburn (Version guitare, 28 octobre)
6. Showbiz (28 octobre)
7. Megalomania (29 octobre)
8. Darkshines (Édition japonaise uniquement, 28 octobre)
9. Uno (29 octobre)
10. Screenager (29 octobre)
11. Feeling Good (Version originale par Leslie Bricusse et Anthony Newley, 29 octobre)
12. Space Dementia (29 octobre)
13. In Your World (28 octobre)
14. Muscle Museum (28 octobre)
15. Cave (29 octobre)
16. New Born (29 octobre)
17. Hyper Music (28 octobre)
18. Agitated (28 octobre)
19. Unintended (29 octobre)
20. Plug In Baby (29 octobre)
21. Bliss (28 octobre)

DVD 2
1. Documentary

## Membres du groupe
- Matthew Bellamy - Chant, guitare, claviers
- Dominic Howard - Batterie, percussions
- Christopher Wolstenholme - Basse, chœur